# 杭齿螯蛛
杭齿螯蛛（学名：Enoplognatha hangzhouensis）为球蛛科齿螯蛛属的动物。在中国大陆，分布于山西、浙江等地，一般生活于果园草丛中。该物种的模式产地在山西襄垣、浙江杭州。